# Trim (mačak)
Trim (1799. – 1803.) je bio brodski mačak koji je pratio britanskog moreplovca i kartografa Matthewa Flindersa u oplovljavanju Australije od 1801. do 1803.
Trim je rođen 1799. na brodu HMS Reliance koji je tada putovao od Rta dobre nade do zaljeva Botany u Australiji. Kao mačić je pao s palube u more, ali je uspio doplivati nazad do plovila i popeti se na brod po užetu. I Flindersu i posadi je zbog svoje inteligencije i snažnog instinkta za preživljavanje postao iznimno drag.
Trim je plovio s Flindersom na brodu HMS Investigator, na oplovljavanju australskog kontinenta, a preživio je i brodolom broda Porpoise na grebenu Wreck reef 1803. Kada su Flindersa na povratku u Englesku Francuzi optužili za špijunažu i zatvorili na Mauricijusu, Trim je s njim dijelio zatočeništvo dok nije neobjašnjeno nestao, što je Flinders pripisao gladnim robovima koji su ga ukrali i pojeli.
Trim je bio crne boje, i bijelih šapa, brade i prsa. Ime je dobio po batleru iz romana "Tristram Shandy" Laurencea Sternea, jer ga je Flinders smatrao vjernim i privrženim prijateljem. Tijekom zatočeništva Flinders je Trimu napisao počast u kojoj ga opisuje kao "jednu od najdivnijih životinja koje je vidio... krzna sasvim crnog, osim njegove četiri šape koje kao da su bile umočene u snijeg, kao i njegova donja usna koja se nosila s njihovom bjelinom. Imao je i bijelu zvijezdu na prsima."
Na prozoru Državne knjižnice Novog Južnog Walesa u Sydneyju 1996. postavljen je Trimov kip (rad kipara Johna Cornwella), odmah iza kipa njegovog vlasnika koji je podignut nakon što je Flindersov unuk knjižnici donirao djedove osobne zapise. Popularnost Trimovog kipa navela je knjižničare da pokrenu prodaju predmeta s njegovim likom. Kavana knjižnice također je nazvana po njemu.
Na ploči ispod Trimovog spomenika stoji:
Trim se također nalazi uz prvi Flindersov kip koji je podignut u Engleskoj, u njegovom rodnom mjestu Doningtonu. Australski spisatelj Bryce Courtenay napisao je roman "Mačak Matthewa Flindersa" u kojemu su i mačak i kip u knjižnici glavni likovi.

## Vanjske poveznice
- Fictional circumnavigational log.  Arhivirana inačica izvorne stranice od 3. siječnja 2010. (Wayback Machine)
- Review of "Matthew Flinders' Cat"
- Purr 'n' Fur: Matthew Flinders' cat, Trim